# Zach Bitter
Zach Bitter (* 21. ledna 1986) je americký ultramaratonec. Je bývalým držitelem světových rekordů v běhu na vzdálenost 100 mil (dráha) a na čas 12 hodin (dráha). Bitter získal oba rekordy 24. srpna 2019 svým výkonem během akce Six Days in the Dome v Milwaukee ve Wisconsinu. Jeho čas 11 hodin, 19 minut a 13 sekund na 100 mil překonal předchozí světový rekord Olega Charitonova z roku 2002 o téměř 11 minut. Současně tím Bitter vylepšil svůj osobní a zároveň americký rekord v čase 11:40:55 o více než 20 minut. Při svém výkonu Bitter v běhu pokračoval i po překročení vzdálenosti 100 mil dalších 40 minut, a zvýšil tak svůj vlastní světový rekord v 12hodinovém běhu na vzdálenost 104,8 mil, což bylo zlepšení o více než tři míle.
Bitter navštěvoval University of Wisconsin - Stevens Point v letech 2005–2008 a byl členem atletického a cross country běžeckých týmů. 